# Carolina Torres Cabañero
Carolina Torres Cabañero (Eivissa, 13 de novembre de 1974) és una política eivissenca, diputada al Parlament de les Illes Balears en la vi, vii i viii legislatures.
Ha treballat com a petita empresària del sector del turisme. Has estat escollida diputada a les eleccions al Parlament de les Illes Balears de 2003, 2007 i 2011. Durant aquests anys ha estat consellera d'educació i cultura del Consell Insular d'Eivissa i Formentera (2003-2007), membre del Consell Insular d'Eivissa (2007-2011) i presidenta de la comissió de cultura i esports del Parlament de les Illes Balears (2011-2015).